# Оржехівський Михайло Петрович
Миха́йло Петро́вич Оржехі́вський (1975—2022) — сержант Збройних Сил України, учасник російсько-української війни, який загинув під час російського вторгнення в Україну.

## Життєпис
Народився 8 листопада 1975 року. У 1993 році закінчив Топилівську загальноосвітню школу. Здобув фах механізатора. У 1994—1996 роках служив у Збройних Силах України. Чотири роки працював механізатором у місцевому колгоспі. Наступні 12 років проживав у Миколаївській області. Там створив сім'ю. У 2012 році повернувся в рідне село. Півтора року працював на ПАТ «Юрія», а з 2013 року в колективі ТОВ АПК «Маїс». У 2014—2015 роках захищав Батьківщину на Сході України. З січня 2022 року — машиніст РО водних ресурсів у Черкаській області.
З початком російського вторгнення в Україну 2022 року став на захист Батьківщини. Був сержантом, стрільцем-снайпером механізованої роти механізованого батальйону. Загинув 20 червня 2022 внаслідок ворожого артилерійського обстрілу по позиціях. Похований на батьківщині.

## Нагороди
- орден «За мужність» III ступеня (2022) (посмертно) — за особисту мужність і самовіддані дії, виявлені у захисті державного суверенітету та територіальної цілісності України, вірність військовій присязі.[3]